# Amreli
Amreli (Gujarati:અમરેલી; Hindi: अमरेली) ist eine Stadt im indischen Bundesstaat Gujarat.
Die Stadt bildet den Verwaltungssitz des gleichnamigen Distrikts.
Bei Amreli liegt zentral auf der Kathiawar-Halbinsel. Die nationale Fernstraße NH 351 (Mahuva–Jetpur Navagadh) passiert die Stadt.
Amreli besitzt als Stadt den Status einer Municipality (Nagar Palika). Sie ist in 13 Wards gegliedert.
Beim Zensus 2011 hatte Amreli etwa 105.000 Einwohner. 

## Söhne und Töchter der Stadt
- Jivraj Mehta (1887–1978), Politiker des Indischen Nationalkongresses
- Dilip Shanghvi (* 1955), Unternehmer